# Laura Agea

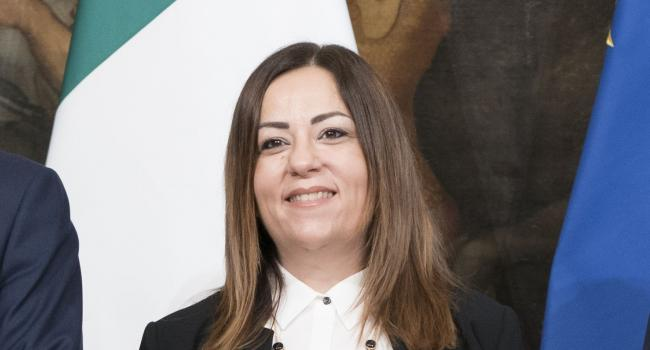
Laura Agea

Laura Agea (* 17. Februar 1978 in Narni) ist eine italienische Politikerin der MoVimento 5 Stelle.

## Leben
Agea ist seit 2014 Abgeordnete im Europäischen Parlament. Dort ist sie Mitglied im Ausschuss für Beschäftigung und soziale Angelegenheiten, in der Delegation für die Beziehungen zum Palästinensischen Legislativrat und in der Delegation in der Paritätischen Parlamentarischen Versammlung AKP-EU.